# John Strachey (ämbetsman)
John Strachey, född den 5 juni 1823 i London, död den 19 december 1907, var en brittisk-indisk ämbetsman. Under februari 1872 var han tillförordnad vicekung av Indien efter mordet på earlen av Mayo.